# Suseong-gu
Suseong-gu (koreanska: 수성구) är ett stadsdistrikt i staden Daegu i Sydkorea. Den ligger i den centrala delen av landet, 240 km sydost om huvudstaden Seoul.  Antalet invånare är 425 987 (2020).

## Administrativ indelning
Suseong-gu består av 23 stadsdelar (dong):
Beomeo 1-dong,
Beomeo 2-dong,
Beomeo 3-dong,
Beomeo 4-dong,
Beommul 1-dong,
Beommul 2-dong,
Dusan-dong,
Gosan 1-dong,
Gosan 2-dong,
Gosan 3-dong,
Hwanggeum 1-dong,
Hwanggeum 2-dong,
Jisan 1-dong ,
Jisan 2-dong ,
Jung-dong,
Manchon 1-dong,
Manchon 2-dong,
Manchon 3-dong ,
Pa-dong,
Sang-dong,
Suseong 1-ga dong,
Suseong 2·3-ga dong och
Suseong 4-ga dong.